# Asosiasi Industri Rekaman Indonesia
Asosiasi Industri Rekaman Indonesia (em indonésio, Associação da Indústria Fonográfica da Indonésia), mais conhecida como ASIRI, é uma associação de gravadoras que representa os interesses da música na Indonésia.
Foi criada em 1978 e é tem 84 gravadoras-membros, abrangendo 95% da música lançada na Indonésia.

## Níveis de certificação
A ASIRI é a responsável por certificar as vendas de música na Indonésia. Fonte: IFPI (Set. 2010)
CDs nacionais
- Ouro: 35.000
- Platina: 75.000

CDs internacionais
- Ouro: 10.000
- Platina: 15.000